# Kirkham-Williams Racer
Il Kirkham-Williams Racer, in alcuni casi definito anche Kirkham-Williams X, era un aereo da competizione realizzato negli Stati Uniti d'America nella seconda metà degli anni venti per prendere parte alla Coppa Schneider del 1927.

## Storia del progetto
Il Kirkham-Williams nacque su iniziativa privata del tenente dell'United States Navy Alford Williams; realizzato presso le officine della Kirkham Products Company (azienda di Long Island, che produceva motori aeronautici) era destinato a partecipare all'edizione 1927 della Coppa Schneider, che si sarebbe tenuta a Venezia.
In quell'occasione le autorità militari statunitensi non avevano iscritto equipaggi ufficiali alla competizione, ma la marina offrì gratuitamente il trasporto al Kirkham-Williams, che fu completato poco prima che venisse annunciata la data di svolgimento della gara valida per il trofeo.

## Tecnica

### Struttura
Il Kirkham-Williams era un biplano dalla struttura in legno, rivestito in compensato; solo la cappottatura del motore era realizzata in alluminio, con la fusoliera dotata di abitacolo scoperto, situato subito dietro al bordo d'uscita alare.

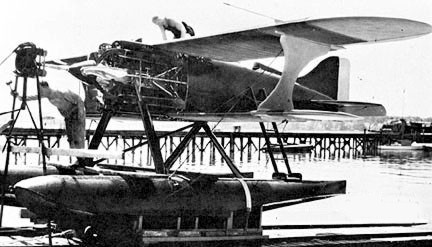
Il Kirkham-Williams Racer, privo di cappottatura del motore.

Le ali erano di pianta rettangolare con i terminali arrotondati; i due piani si raccordavano rispettivamente alle superfici superiore ed inferiore della fusoliera ed erano tra loro collegati da un montante, posto nella sezione esterna, e da tiranti in cavetto d'acciaio. Disposte senza essere tra loro scalate, le due ali erano di dimensioni tra loro sensibilmente diverse: quella superiore era di dimensioni maggiori sia in lunghezza che in ampiezza. Gli impennaggi erano di tipo classico controventati con cavi d'acciaio sia superiori che inferiori; l'equilibratore (monoplano) era disposto alla mezzeria della fusoliera, con la deriva che si prolungava al di sotto del terminale di coda.
Nella configurazione prevista per la Coppa Schneider il Kirkham-Williams si presentava, ovviamente, in versione idrovolante: due scarponi erano collegati, mediante montanti, alla fusoliera e, mediante cavetti in acciaio, ad entrambi i piani alari. Nella configurazione "terrestre" il carrello d'atterraggio era di tipo classico, montato su una struttura tubolare al di sotto della fusoliera con le ruote collegate tra loro da un assale rigido; in coda era disposto un pattino d'appoggio. In questo caso la deriva non si prolungava al di sotto del terminale di coda (al fine di non toccare il terreno).

### Motore
Il motore installato sul Kirkham-Williams era il Packard X-2775, un 24 cilindri ad X, nato dalla "fusione" di due V 12 Packard 1A-1500 disposti in posizione invertita uno sopra all'altro, uniti da un solo albero a gomiti. Si trattava, all'epoca, di uno dei motori più potenti mai realizzati, con i suoi 1 200 / 1 250 hp.

## Impiego operativo

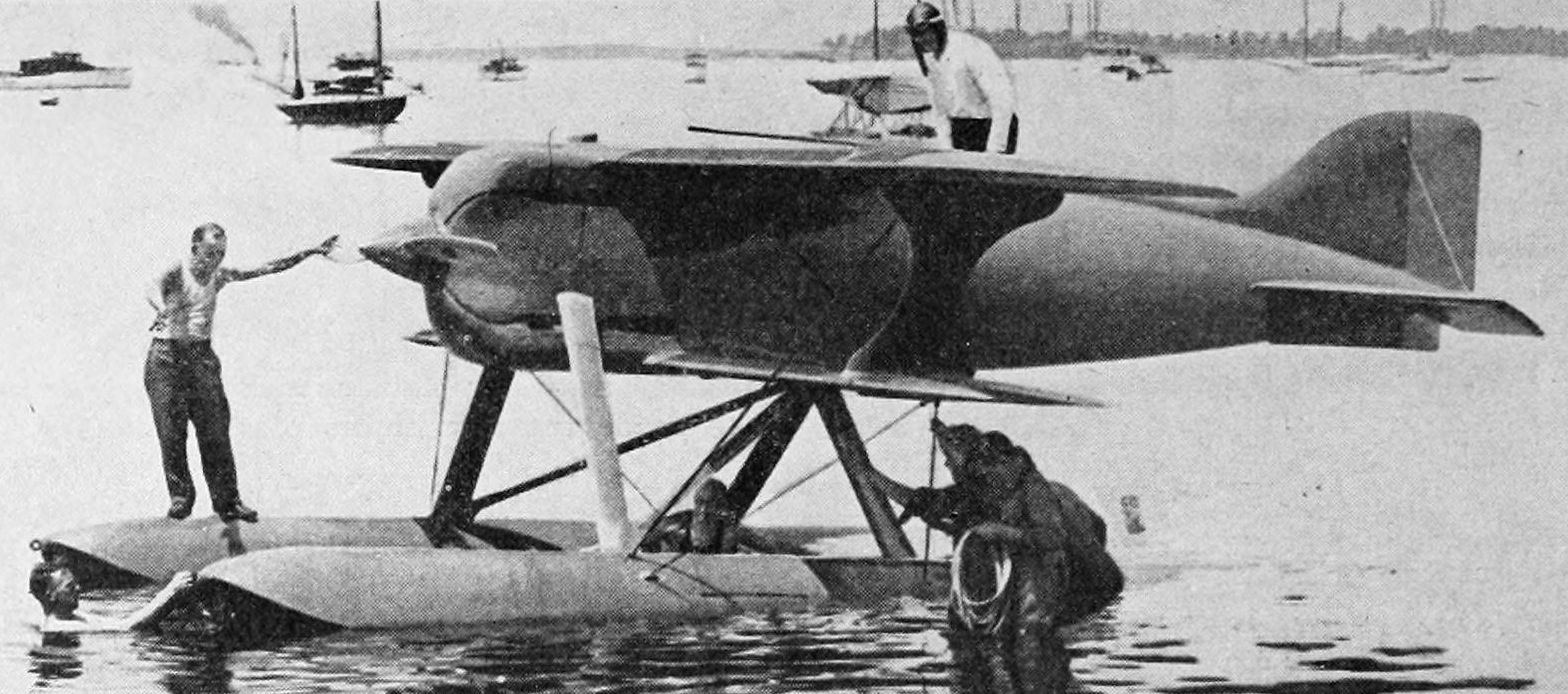
Il Racer in una foto risalente a settembre del 1927.

Giunto a Venezia pochi giorni prima della gara, il Kirkham-Williams non fu approntato in tempo utile per svolgere le prove ritenute sufficienti per prendere parte in modo soddisfacente alla competizione anche se, secondo alcuni, dietro al forfait del velivolo statunitense potrebbero esserci state ragioni economiche.
Successivamente alla sfortunata partecipazione alla Coppa Schneider, il velivolo venne dotato di carrello d'atterraggio ed accreditato, in occasione non meglio precisata dalle fonti reperite, di una velocità massima di 322,6 mph (pari a 519,2 km/h) che avrebbe rappresentato, sempre per l'epoca, il primato assoluto di velocità.

### Pubblicazioni
- (EN) The Packard "X 2750" engine, in Flight, 8 settembre 1929,  pp. pag. 630. URL consultato il 24 giugno 2012.